# Чорнокнижник з Чорногори
«Чорнокнижник з Чорногори» — книга Ярослава Вільшенка, видана у 1921 році у Львові. Написана у Снятині у 1921 році. У книзі 72 сторінки і 70 ілюстрацій, створених українським художником Антіном Манастирським.
Книга Вільшенка — віршована історія про Чорнокнижника з Чорногори та його сина. Прагнучи помститися Чорнокнижнику, відьма Язя змусила його малого сина вимовити магічні заклинання. Через це усі слуги та гості у замку Чорнокнижника перетворилися на тварин та птахів. Повернувшись з мандрівки, Чорнокнижник у розпачі зачаклував свого сина…
Поема пройнята патріотичним духом, а на останній сторінці зображена Україна в образі жінки.

## Перевидання
Перше перевидання було здійснене видавництвом «Говерля» у Нью-Йорку у 1957 році. Друге перевидання книги «Чорнокнижник з Чорногори» у 2016 році здійснила Бібліотека українського мистецтва